# Frank Torsten Hufert
Frank Torsten Hufert (* 20. Oktober 1958 in Hamburg) ist ein deutscher Arzt und Hochschullehrer. Er ist seit 2014 Direktor des Instituts für Mikrobiologie und Virologie der Medizinischen Hochschule Brandenburg.

## Werdegang
Frank Hufert legte sein Abitur 1977 in Hamburg ab. Er studierte von 1979 bis 1985 Humanmedizin an der Universität Hamburg und erhielt 1986 seine Approbation als Arzt, woraufhin er von 1986 bis 1987 seinen Wehrdienst im Bundeswehrkrankenhaus Hamburg ableistete. Von 1987 bis 1992 war er am Bernhard-Nocht-Institut für Tropenmedizin tätig, wo er 1988 im Bereich Tropenvirologie zum Thema West-Nil-Virus promovierte. Von 1992 an war Hufert in der Abteilung Virologie am Institut für Mikrobiologie und Hygiene des Universitätsklinikums Freiburg tätig. Währenddessen erhielt er 1994 seine Facharztanerkennung für Mikrobiologie und Infektionsepidemiologie, sowie 1996 seine Habilitation für Virologie an der Albert-Ludwigs-Universität Freiburg. Nach seiner Ernennung zum außerplanmäßigen Professor an der Universität Freiburg im Jahr 2001 folgte er 2005 einem Ruf an die Georg-August-Universität Göttingen, wo er bis 2014 Professor, leitender Oberarzt und Direktor des Instituts für Virologie war. Seit 2014 ist Hufert Direktor des Instituts für Mikrobiologie und Virologie der Medizinischen Hochschule Brandenburg und zeitgleich Mitglied der Fakultät für Naturwissenschaften an der Brandenburgischen Technischen Universität.

## Publikationen (Auswahl)
- mit Dilcher, Hais, Lechner, Wiesele, Middendorp, März, Koch, Spiegel, Dobler und Weidmann: Genetic Characterization of Tribec virus and Kemerovo virus, two tick-transmitted human-pathogenic Orbiviruses. 2012
- mit Hakenberg, Hudle, Weidmann, Dame und Urban: A phaseguided passive batch microfluidic mixing chambers for isothermal amplifications. 2012
- mit Cai, Gehrmann, Dame und Urban: Capacity of rTth polymerase to defekt RNA in the presence of various inhibitors. 2018
- mit Kunze, Dilcher, Abd El Wahed, Niessner, Seidel: On-Chip Isothermal Nucleic Acid Amplification on Flow-Based Chemiluminescence Microarray Analysis Platform for the Detection of Viruses and Bacteria. 2015